# Sahariska arabiska demokratiska republiken
Sahariska arabiska demokratiska republiken, SADR (al-Jumhuriyya al-Arabiyya al-Dimuqratiyya al-Sahrawiyya, RASD i spansk/fransk förkortning), eller mer vardagligt Västsahariska republiken, är en stat som utropades av Polisariofronten den 27 februari 1976, i Bir Lehlu i Västsahara, efter att den tidigare kolonialmakten Spanien lämnat området.
Polisario kontrollerar 20–25 procent av landets yta men gör anspråk på hela det territorium som fram till 1975 utgjorde Spanska Sahara. Största delen av Västsahara ockuperas idag av Marocko, i strid med folkrätten, Internationella domstolen i Haag. Västsahara står med på Förenta nationernas lista över icke-självstyrande områden och ska enligt FN avkoloniseras. Även EU-domstolen har i fyra olika domar bekräftat att Marocko inte har någon suveränitet över territoriet. 

## Erkännande
Den västsahariska republiken saknar fullt internationellt erkännande men har erkänts som stat av 83 länder plus Afrikanska unionen, där den har fullt medlemskap sedan 1984. Närmare hälften av dem som lämnat sitt erkännande har senare dragit tillbaka detta.

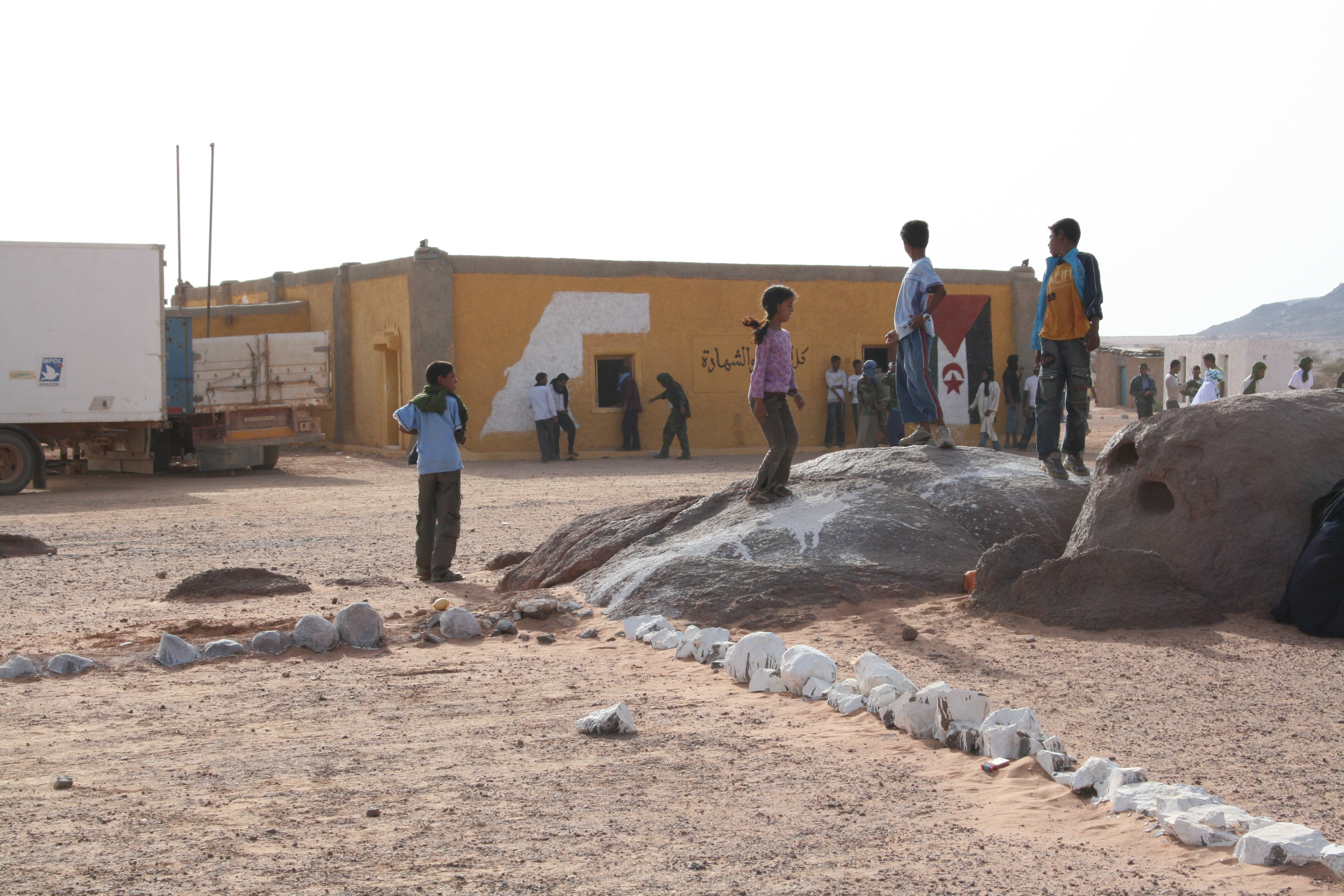
Tifariti som är provisorisk huvudstad.

2012 tog Sveriges riksdag ett beslut om att erkänna Västsahara, men den dåvarande regeringen valde att inte genomföra beslutet. 2014 när Socialdemokraterna och Miljöpartiet bildade regering gick de ut med att de tänkte erkänna landet. Men efter stora påtryckningar och hot från Marocko drog de tillbaka beslutet om erkännandet.

## Administration
Efter Bir Lehlou är Tifariti sedan 2011 provisorisk huvudstad och säte för Nationalrådet, den lagstiftande församlingen, parlamentet.
En stor del av de västsahariska flyktingarna lever i flyktingläger i Algeriets Tindoufprovins, där SADR driver lägren och varifrån dess ledning arbetar. Regeringen har upprättat ett demokratiskt system för politiskt deltagande baserat på kvartersråd i flyktinglägren.

## Politik
Kopplingen mellan Polisario och SADR ska enligt konstitutionen bara finnas tills man har en självständig stat inom Västsaharas hela område, varefter konstitutionens föreskrivna parlamentariska demokrati ska gälla.
Mohamed Abdelaziz, som sedan 1976 var Polisarios generalsekreterare, var efter en ändring av konstitutionen 1982 även SADR:s president fram till sin död 2016. Den 9 juli 2016 valdes Brahim Ghali till ny president.
SADR:s premiärminister är sedan 13 januari 2020 Bushraya Hamudi Bayun.